# گارودا ایندونزیا

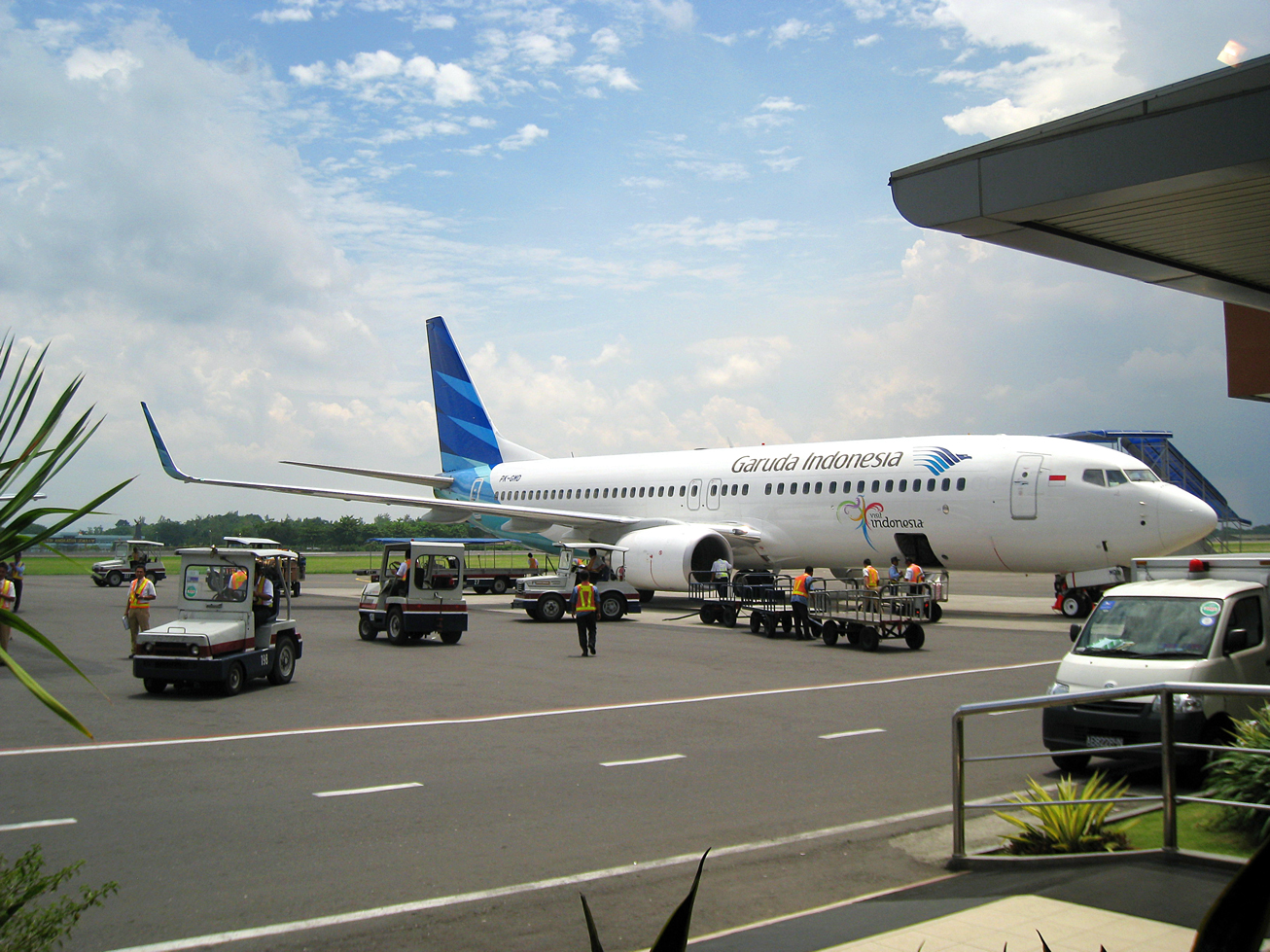
شرکت گارودا ایندونزیا

گارودا ایندونزیا (به انگلیسی: Garuda Indonesia) شرکت هواپیمایی حامل پرچم اندونزی است، که ریشه‌های تأسیس آن، به سال ۱۹۲۸ و راه‌اندازی شرکت هواپیمایی هند شرقی هلند، در هند شرقی هلند بازمی‌گردد.
شرکت گارودا ایندونزیا در حال حاضر روزانه به ۵۶ مقصد، در جنوب‌شرقی آسیا، شرق آسیا، خاورمیانه، اروپا و استرالیا پروازهای مستقیم دارد. این شرکت در سال ۲۰۱۲ بیش از ۳۳٫۳ میلیون مسافر را منتقل نموده‌است.
دفتر مرکزی این شرکت در تانگرانگ، بانتن، اندونزی قرار دارد و فرودگاه بین‌المللی سوئکارنو-هتا، فرودگاه بین‌المللی انگوراه رای، فرودگاه بین‌المللی سلطان حسن‌الدین، فرودگاه بین‌المللی کوالا نامو و فرودگاه بین‌المللی یواندا، قطب‌های این شرکت هواپیمایی به‌شمار می‌آیند.
سهام شرکت گارودا ایندونزیا در بازار بورس اندونزی معامله می‌شود. این شرکت در حال حاضر در ناوگان هوایی خود، دارای ۱۱۴ فروند هواپیمای جت مسافربری می‌باشد. شرکت گارودا هم‌اکنون ایرلاین رسمی و از شرکای تجاری باشگاه فوتبال لیورپول محسوب می‌شود.